# 장위동 김진흥 가옥
장위동 김진흥 가옥(長位洞金鎭興家屋)은 순조의 제3녀 덕온공주의 남편인 부마도위 남녕위 윤의선과 그의 양자 윤용구가 살던 저택이었다. 윤용구는 고종 8년 과거에 급제하여 예조판서·병조판서를 거쳐 1895년 을미개혁 이후 관직을 거부하고, 이곳 장위산 밑에 숨어서 조용히 살았다. 그는 글씨와 그림에 뛰어났고, 특히 금석문을 많이 썼다고 한다.
이 가옥은 1998년 12월 소유주인 김진흥이 불교재단에 기증함으로써 지금은 '진흥선원'이라는 절이 되어, 안채는 극락보전으로 바뀌고 대청에는 아미타불이 모셔져 있다. 사랑채 대청의 상량문에 적힌 을축년을 근거로 고종 2년에 지은 것으로 추정한다.
이 가옥은 넓은 터에 역(逆)'ㄴ'자형과 '口'자형의 중정(中庭)을 이루는 두 건물이 엇비스듬하게 합쳐져 있는 형식의 배치를 하였다. 
역'ㄴ'자형 중정을 가진 건물 전면에는 'ㄷ'자형 중문간 행랑채가 동서로 길게 위치하였고, 그 안쪽으로 'ㄷ'자형의 안채가 남향하여 있다. 역'ㄴ'자형 중정이 있는 건물 오른쪽으로 '口'자형의 중정을 가진 건물이 있는데, 전면에 역'ㄴ'자형 사랑채가 남향하여 자리잡았고, 뒷면에 'ㄷ'자형 별채가 남향하고 있다. 
안채 서쪽으로는 동향한 '一'자형 별당채가 있고, 안채 뒤로는 후원이 가꾸어졌으며, 그 서쪽으로 장독대가 있다.

## 참고자료
- 장위동 김진흥 가옥 - 국가유산청 국가유산포털

 본 문서에는 서울특별시에서 지식공유 프로젝트를 통해 퍼블릭 도메인으로 공개한 저작물을 기초로 작성된 내용이 포함되어 있습니다.